# Glipa obliterata
Glipa obliterata es una especie de coleóptero de la familia Mordellidae.

## Distribución geográfica
Habita en Nyasaland (República de Malaui).